# Rosemount n.º 378
Rosemount n.º 378 es un municipio rural canadiense situado en la provincia de Saskatchewan.

## Superficie
Rosemount n.º 378 tiene una superficie de 561,28 km².

## Demografía
En 2021, tenía 175 habitantes, una densidad poblacional de 0,3 hab./km², y 98 viviendas.